# Weibersbrunn

Gemeindegebiet mit Gemeindeteilen von Weibersbrunn

Weibersbrunn ist eine Gemeinde im unterfränkischen Landkreis Aschaffenburg mitten im Hochspessart.

## Geografie

### Geografische Lage
Die Gemeinde liegt in der Region Bayerischer Untermain im westlichen Franken auf halber Strecke zwischen Würzburg und Frankfurt am Main. Die nächstgelegenen Städte sind Aschaffenburg, Marktheidenfeld und Lohr am Main. Das Gemeindegebiet besteht aus dem Ort Weibersbrunn mit Umgebung und zwei Enklaven im gemeindefreien Gebiet Rohrbrunner Forst, in denen sich jeweils ein weiterer Gemeindeteil befindet.
Der topographisch höchste Punkt der Gemeinde liegt mit 504 m ü. NHN (Lage) südöstlich von Rohrbrunn, an den Hängen des Geiersberges, der niedrigste östlich von Weibersbrunn am Steinbach auf 303 m ü. NHN (Lage).

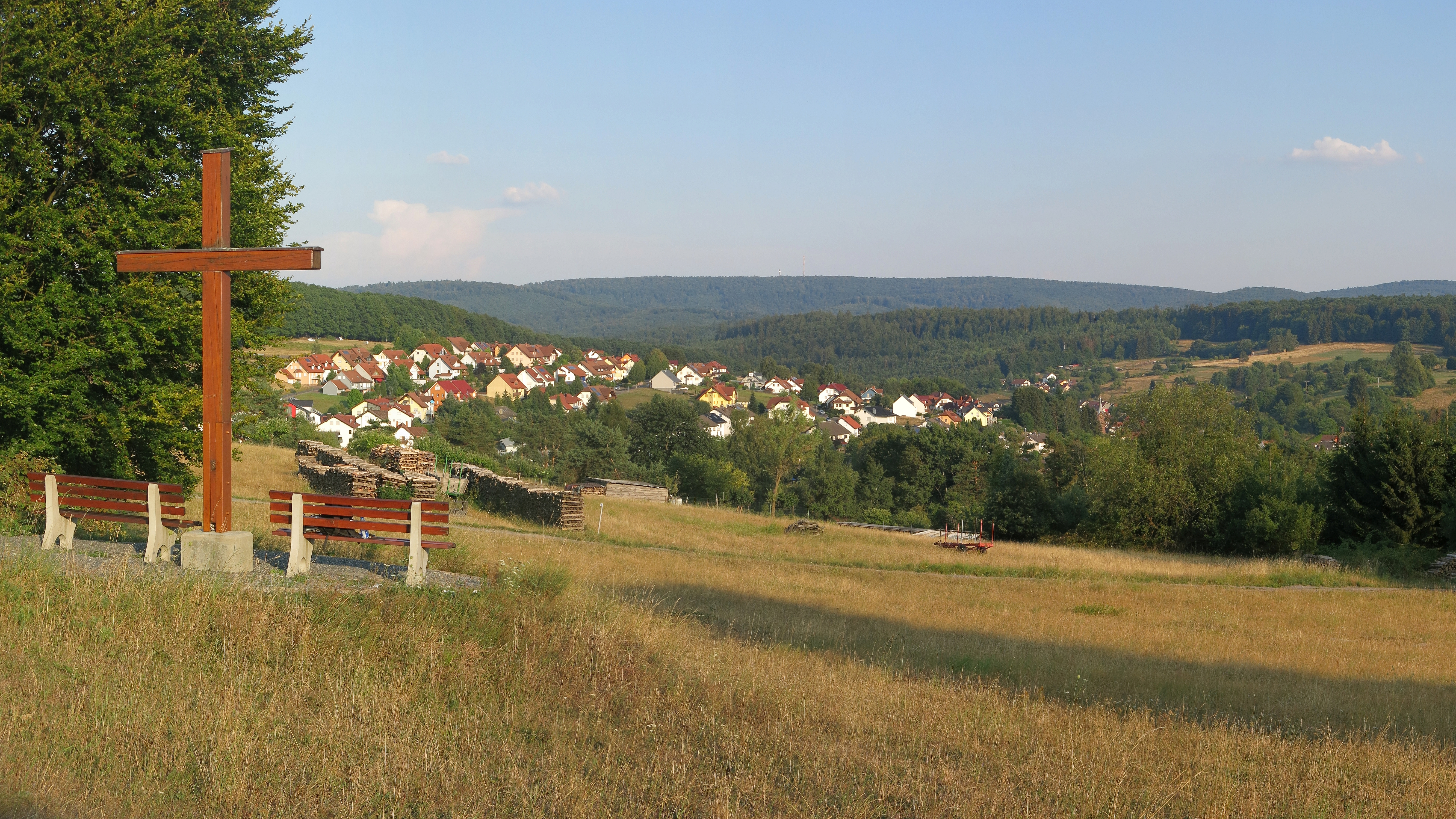
Blick über Weibersbrunn nach Südosten zum Geiersberg
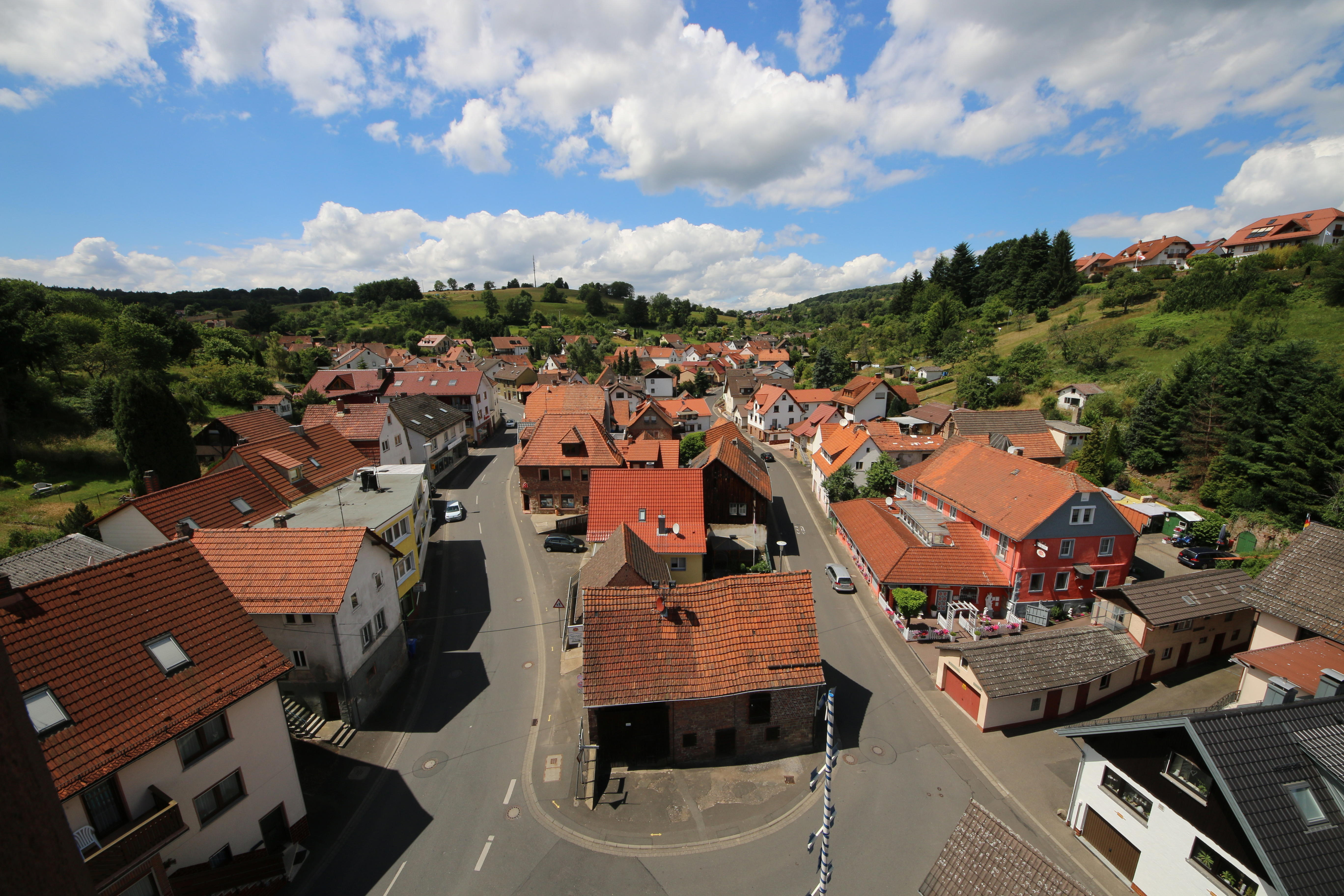
Blick auf den Ortskern von Weibersbrunn

### Gemeindegliederung
Es gibt drei Gemeindeteile (in Klammern der Siedlungstyp):
- Echterspfahl (Einöde)
- Rohrbrunn (Dorf)
- Weibersbrunn (Pfarrdorf)

Die östlich gelegene Stampfmühle ist kein offizieller Gemeindeteil.
Es gibt die Gemarkungen Weibersbrunn und Rohrbrunner Forst.

### Nachbargemeinden
| Waldaschaffer Forst (Gemeindefreies Gebiet) | Rothenbucher Forst (Gemeindefreies Gebiet)  | Gemeinde Rothenbuch |
|                                             | Kompassrose, die auf Nachbargemeinden zeigt |                     |
|                                             | Rohrbrunner Forst (Gemeindefreies Gebiet)   |                     |

## Geschichte

### Ortsname
Der Name Weibersbrunn geht auf die Quelle des Weibersbaches zurück, an der der Ort gegründet wurde. 1713 war das Dorf als am Weibersbron in Landkarten eingetragen. Das mittelhochdeutsche Grundwort brunne bedeutet Quelle. Die Bedeutung des Bestimmungswortes geht vermutlich auf den Namen Wibert zurück.

### Bis zur Gemeindegründung
Der Ort Weibersbrunn wurde 1706 gegründet als Standort eines neuen Betriebes der Kurmainzischen Spiegelmanufaktur, die bereits Glashütten in Lohr und Rechtenbach unterhielt. 1717 entstand die „Weibersbrunner Spiegelhütte“. Im Jahre 1746 beantragten die Arbeiter der Hütte den Bau einer eigenen Pfarrkirche oder zumindest einer Kapelle.
Durch die Fertigung von Barockkelchen und Barockpokalen aus Glas wurde Weibersbrunn weithin bekannt, durch das später hier produzierte „Mondglas“, halbkreisförmiges Scheibenglas, wurde der Ort international berühmt.

### Verwaltungsgeschichte
Das kurmainzische Gebiet im Hochspessart wurde 1803 dem Fürstentum Aschaffenburg zugeschlagen und 1810 ein Teil des Großherzogtums Frankfurt. Dort lag Weibersbrunn im Jahr 1812 mit der Glashütte, der Steinmühle und den Post-, Jäger- und Försterhäusern des Weilers Rohrbrunn als eine Mairie mit insgesamt 96 Feuerstellen und 459 Einwohnern auf dem Gebiet der Districtsmairie Rothenbuch des Departements Aschaffenburg. Maire, Zöllner und Accisor war Georg Adam Rung. Seine Adjunkte hießen Balthasar und Jacob Roth. Schullehrer war Alois Stahl und der Hüttenmeister hieß Amrhein. 1814 kam Weibersbrunn mit der Districtsmairie Rothenbuch über Österreich an Bayern, wo es auf dem Gebiet des Landgerichts älterer Ordnung Rothenbuch lag. Im Zuge der Verwaltungsreformen in Bayern entstand mit dem Gemeindeedikt von 1818 die heutige Gemeinde.
Am 1. Juli 1862 wurde aus den Landgerichten älterer Ordnung Rothenbuch und Aschaffenburg das Bezirksamt Aschaffenburg gebildet, auf dessen Verwaltungsgebiet Weibersbrunn lag. 1939 wurde wie überall im Deutschen Reich die Bezeichnung Landkreis eingeführt. Weibersbrunn war nun eine der 33 Gemeinden im Altkreis Aschaffenburg. Dieser schloss sich am 1. Juli 1972 mit dem Landkreis Alzenau in Unterfranken zum neuen Landkreis Aschaffenburg zusammen.

### 20. und 21. Jahrhundert
Vom 1. Mai 1978 bis 31. Dezember 1979 gehörte Weibersbrunn der Verwaltungsgemeinschaft Waldaschaff an. Die weiteren Mitgliedsgemeinden Waldaschaff und Rothenbuch waren noch bis 31. Dezember 1993 verbunden; zum 1. Januar 1994 wurde die Verwaltungsgemeinschaft aufgelöst.
Im Jahr 2006 beging die Gemeinde die 300-Jahr-Feier mit einem großen Fest.

### Einwohnerentwicklung
| Jahr | Einwohner |
| ---- | --------- |
| 1826 | 0721      |
| 1852 | 0960      |
| 1859 | 0817      |
| 1970 | 1817      |
| 1987 | 1934      |
| 1991 | 2060      |
| 1995 | 2137      |
| 2000 | 2146      |
| 2005 | 2109      |
| 2010 | 1994      |
| 2015 | 2041      |

Im Zeitraum 1988 bis 2018 stieg die Einwohnerzahl von 1963 auf 2030 um 67 Einwohner bzw. um 3,4 %. 1999 hatte die Gemeinde 2146 Einwohner.
Quelle: BayLfStat

## Politik

### Gemeinderat
Der Gemeinderat besteht aus 14 Ratsmitgliedern. Das ist die festgelegte Anzahl für eine Gemeinde mit einer Einwohnerzahl zwischen 2001 und 3000. Der Gemeinderat wird für jeweils sechs Jahre gewählt. Stimmberechtigt im Rat der Gemeinde ist außerdem der erste Bürgermeister.
Die letzte Kommunalwahl vom 15. März 2020 ergab das folgende Ergebnis:
| Partei               | Anzahl Sitze | Veränderung |
| -------------------- | ------------ | ----------- |
| CSU                  | 4            | 0           |
| SPD                  | 5            | −1          |
| Weibersbrunner Liste | 5            | +1          |

### Bürgermeister
Erster Bürgermeister ist Walter Schreck von der Weibersbrunner Liste. Er setzte sich bei der Bürgermeisterwahl am 16. März 2014 mit 615 Stimmen gegen Guido Noll von der SPD mit 538 Stimmen durch und wurde am 15. März 2020 mit 63,1 % der Stimmen für weitere sechs Jahre gewählt. Vorgänger waren von 2002 bis 2014 Herbert Rüppel (SPD) und davor Erich Noll (SPD).

### Wappen
| | Blasonierung: „Geteilt; oben gespalten von Rot und Schwarz, vorne ein sechsspeichiges silbernes Rad, hinten ein silberner Spiegel in goldenem Rahmen; unten ein gemauerter silberner Brunnen mit offenem Brunnentor über gewelltem blauem Wasser.“ |
| Wappenbegründung: Das Wappen zeigt oben im ersten Viertel das sechsspeichige silberne Rad (Mainzer Rad) des Erzstifts Mainz, zu dem die Gemeinde bis zum Ende des alten Reichs 1803 gehörte. Im zweiten Viertel ist ein Spiegel zu sehen. Er symbolisiert die 1698 im Gemeindegebiet entstandenen Spiegelmanufakturen in der ehemaligen Glashütte in Rechtenbach und in Lohr am Main. Erzbischof Lothar Franz von Schönborn hatte dafür französische Glasmacher angeworben. Ihre Manufakturen stellten Flachglas für Spiegel her. Die Glasfertigung wurde zwischen 1801 und 1803 in Rechtenbach und Lohr am Main eingestellt, in Weibersbrunn erst 1864. Der Brunnen steht redend für den Ortsnamenteil „brunn“. Die Gemeinde führt das Wappen seit dem 14. Juni 1971. | |

## Wirtschaft und Infrastruktur

### Wirtschaft einschließlich Land- und Forstwirtschaft

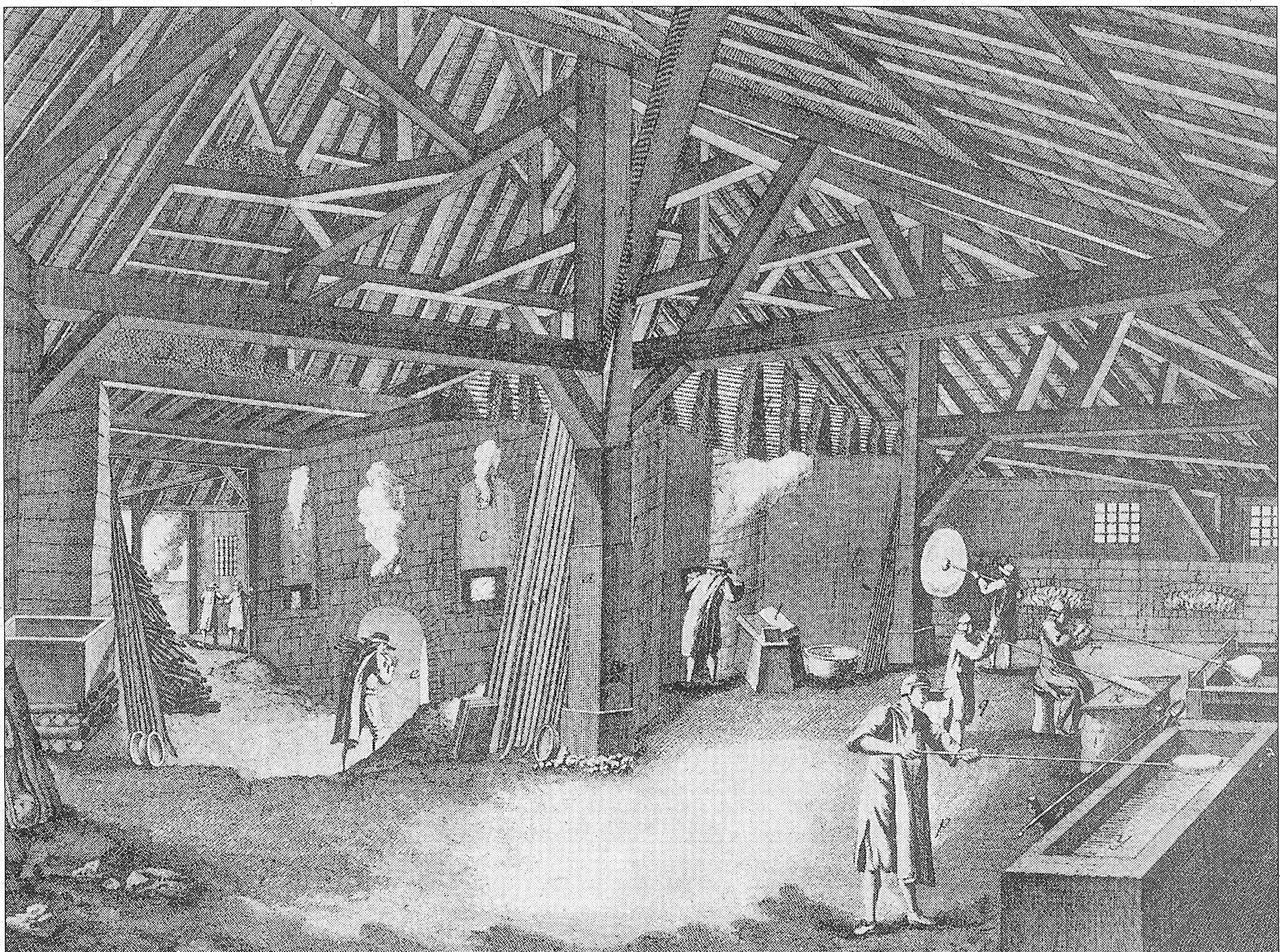
Die Glashütte Weibersbrunn, ein 1706 gegründeter Betrieb der Kurmainzischen Spiegelmanufaktur, bildete die Keimzelle der Gemeinde

2017 gab es in der Gemeinde 336 sozialversicherungspflichtige Arbeitsplätze. Von der Wohnbevölkerung standen 922 Personen in einem versicherungspflichtigen Beschäftigungsverhältnis. Damit war die Zahl der Auspendler um 586 Personen größer als die der Einpendler. 40 Einwohner waren arbeitslos. 2016 erfasste die Statistik lediglich einen landwirtschaftlichen Betrieb.

### Gemeindesteuern
2017 betrugen die Gemeindesteuereinnahmen 1749 T€, davon waren 401 T€ (netto) Gewerbesteuereinnahmen und 1112 T€ Einkommensteuerbeteiligung.

### Bildung
2018 gab es folgende Einrichtungen:
- Eine Kindertageseinrichtung mit 124 genehmigten Plätzen und 97 Kindern, davon 15 unter drei Jahren
- Eine Grundschule mit vier Klassen, vier Lehrern und 71 Schülern

### Verkehr
Weibersbrunn ist auf Grund seiner guten Verkehrsanbindung an die Region Würzburg und das Rhein/Main-Gebiet zu einem attraktiven Wohnort im inneren Spessart geworden (Anschlussstelle Weibersbrunn an der Bundesautobahn 3 und Anbindung an die Bundesstraße 26). Durch den Ort führt die Staatsstraße 2308. Die nächstgelegenen Bahnhöfe befinden sich in Hösbach, Heigenbrücken und Lohr am Main. Der nächste Hafen ist der Bayernhafen Aschaffenburg. Der öffentliche Personennahverkehr ist durch eine Buslinie nach Aschaffenburg sichergestellt.

## Söhne und Töchter der Gemeinde
- Ignaz Roth (1894–1972), Politiker (SPD)
- Philipp Roth (1899–1971), Politiker (KPD)